# Leiophron cubocephalus
Leiophron cubocephalus är en stekelart som beskrevs av Vladimir Ivanovich Tobias 1986. Leiophron cubocephalus ingår i släktet Leiophron och familjen bracksteklar. Inga underarter finns listade i Catalogue of Life.